# Deckname Dennis
Deckname Dennis ist eine Mockumentary von Thomas Frickel aus dem Jahr 1997.

## Handlung
Ein Detektiv, dessen Name unbekannt bleibt, bekommt den Auftrag, sich als Reporter Dennis Mascarenas vom US-Fernsehsender DDC Denver auszugeben und Deutschland zu erkunden, um zu erfahren, wie gefährlich die Deutschen sind.
Mascarenas reist durch Deutschland und interviewt die Leute, um mehr über Deutschland zu erfahren. Bei den Interviews hält er sich bewusst zurück und lässt die Leute ihre teilweise extremen Ansichten erläutern, die oftmals rechtsextrem sind.
Zwischendrin trifft Mascarenas seinen Auftraggeber, um ihm von seinen Ergebnissen zu berichten. Sein Abschlussbericht lautet, „dass die Linken die Wirtschaft untergraben, und die Rechten setzen auf Gehirnwäsche“. Außerdem würden die Deutschen alles über die amerikanischen Pläne wissen. Deswegen schlägt Mascarenas vor, die von den Deutschen geliebten Gartenzwerge mit Abhörtechnik auszustatten, um so die Deutschen zu überwachen. Dies hält sein Auftraggeber für Unsinn und rät ihm, ein paar Tage Urlaub zu machen.
Der Film endet damit, dass Mascarenas mit einem Gartenzwerg unter dem Arm weg geht und dabei der Meinung ist, dass „das Zeitalter des Gartenzwergs beginnt“.

## Hintergrund
In dem Film sind Interviews unter anderem mit dem Vorstand der APD, Klaus Beier, Günter Deckert, Norbert Geis, Heinrich Lummer, Elisabeth Noelle-Neumann, Reinhold Oberlercher und dem damaligen CSU-Vorsitzenden Theo Waigel zu sehen. Weitere Mitwirkende waren der Coburger Convent und der Künstler Thomas Nicolai. Auf einer Parteiveranstaltung ist ein Auszug aus einer Rede von CDU-Politiker Wolfgang Schäuble zu sehen.
Im Abspann des Filmes folgt nach einer Auflistung der Leute, die im Film mitgewirkt haben („Mit“), auch eine Liste mit Leuten, die nicht im Film mitgewirkt haben („Ohne“). Auf dieser stehen unter anderem „Ameisenheger Bernhard Dorn“, der Weltmeister im Briefeöffnen, das Deutsche Institut für reines Bier, die Fleischer-Innung, Ernst Jünger, der Landesjagdverband Hessen, Kardinal Friedrich Wetter, die Redaktion der Jungen Freiheit sowie die Politiker Gila Altmann, der damalige Bundespräsident Roman Herzog, Herbert Hupka, der damalige Bundeskanzler Helmut Kohl, Rudolf Scharping, Friedrich Schorlemmer, Sahra Wagenknecht und die Feministische Partei Die Frauen. Unter der Auflistung steht der Satz „und einige andere, die auch davon gekommen sind …“
In einem Podcast-Interview erklärte der Regisseur Thomas Frickel im Juli 2012, dass er viele Interviews in dem Film nicht habe zeigen können, weil der Film sonst zu lange geworden sei. Seine Herangehensweise an den Film erklärte Frickel so:

„Die These, mit der wir an den ersten Film gegangen sind, war ja dieses Ost-West, dieser Ost-West-Gegensatz, der die Gesellschaft über lange Zeit einigermaßen stabilisiert hat, ist weg, die Gesellschaft zerbröselt in ganz viele Kleingruppen, die sich alle bis aufs Messer bekämpfen und deshalb kämpfen dort die Autofahrer gegen die Radfahrer und die Männer gegen die Frauen und ein Bereich, der also bei den Outtakes zu Deckname Dennis gelandet ist, war, dass die Metzger auch gegen die Vegetarier kämpfen [...].“

Von 2005 bis 2010 produzierte Thomas Frickel eine Fortsetzung unter dem Titel Die Mondverschwörung, der im Juni 2010 uraufgeführt wurde. Auch in diesem Film reist Reporter Dennis Mascarenas durch Deutschland, der Film ist ebenfalls im Dokumentarstil wie Deckname Dennis. Thomas Frickel wollte damit erkunden, wie es zehn Jahre nach Deckname Dennis aussieht und bemerkte dabei, dass vor allem die politische Ambitionen verschwinden und sich die Gruppen mehr auf die eigene Vollkommenheit konzentrieren.

## DDC-TV
Laut Thomas Frickel sei Dennis R.D. Mascarenas wirklich amerikanischer Journalist und den Sender DDC-TV (Denver Documentary Channel-Television) gebe es tatsächlich in Amerika, jedoch bestehe der Sender seit einer dortigen Gebührenerhöhung der Sendelizenzen nur noch als Website. Ursprünglich wolle DDC-TV den Amerikanern deutscher Abstammung die Länder ihrer Vorfahren näher bringen. Dennis Mascarenas wird bei DDC-TV als „Programm Koordinator“ sowie „Chef Reporter für Europäische Angelegenheiten“ aufgeführt. Die Domain ddc-tv.com wurde erst 2005 erstmals gemietet und ist mittlerweile auf einen Kameramann der Firma JuRiFilm registriert, welcher bei DDC-TV als „Technischer Direktor“ aufgeführt wird. Ebenso ist die amerikanische Adresse und Faxnummer mit der Adresse und Faxnummer von JuRiFilm identisch, lediglich die Adressen der Niederlassungen in Berlin beider Unternehmen weichen ab.

## Kritiken
„Ein Film über Goldfische, Verkehrsstaus, abgeschnittene männliche Gliedmaßen, den dritten Weltkrieg und das vierte Reich. Eine Realsatire über das deformierte deutsche Selbstbewußtsein - so grotesk und bissig, wie man es erwarten darf, wenn der Kabarettist Matthias Beltz für das Drehbuch mitverantwortlich zeichnet.“

„Thomas Frickel ethnologische Reise durchs eigene Land ist eine aufschlußreiche Materialsammlung des völkischen Treibens, eine furchtbar komische Realsatire und eine wahrhaft schauerliche Freakshow.“

„Herausgekommen ist dabei ein kleiner, gemeiner und sehr witziger Spiegel der aktuellen Befindlichkeit in Deutschland, eine Realsatire mit großem Unerhaltungs- und Infowert. Aus 30 Kilometer belichtetem Material und 45.000 zurückgelegten Kilometern während eines Jahres schnitt Frickel „Deckname Dennis“ zurecht, mit witzigen, logischen oder auch assoziativen Schnittstellen. Sonst bleibt der auf der Berlinale vorgestellte und auch auf diversen Festivals sehr positiv aufgenommene Doku-Trip quer durch Deutschland auch in seinem Ton der naiven Fragestellung seines gemütlichen Helden, der tatsächlich TV-Journalist ist, treu. Das Grinsen kann dem Zuschauer bei den gewagten Äußerungen einiger Protagonisten aber auch glatt gefrieren.“

## Veröffentlichung
Der Film wurde als VHS-Kassette veröffentlicht und ist mittlerweile aufgrund der Rarität nur noch zu hohen Preisen zu erwerben. Eine DVD-Veröffentlichung schloss Frickel 2012 aus, weil der Film auf 16-mm-Film gedreht wurde und eine Nachbearbeitung für die DVD-Qualität zu teuer sei. Er vermutet, dass es nicht genügend DVD-Verkäufe geben wird, um diese Kosten zu decken.